# Kościół Trójcy Świętej w Erlangen
Kościół Trójcy Świętej – barokowy kościół protestancki, znajdujący się w Erlangen.

## Źródła
- Christoph Friedrich, Bertold Freiherr von Haller, Andreas Jakob (Hrsg.): Erlanger Stadtlexikon. W. Tümmels Verlag, Nürnberg 2002, ISBN 3-921590-89-2